# Mikhaïl Markov
Mikhaïl Markov, né le 17 juillet 1938, mort le 5 mai 2012 à Moscou, a été un coureur cycliste soviétique dans les années 1950-1960. Obtenant en 1967 la seconde place au Championnat du monde amateurs de demi-fond, il a été le seul médaillé soviétique de l'histoire du cyclisme, dans cette spécialité de la piste aujourd'hui disparue.

## Palmarès
- 1959
  -  Champion d'URSS des 100 km contre-la-montre par équipes à la IIe Spartakiade des Peuples D'URSS (avec Gainan Saidschushin, Boris Biebienin et Alexandre Kulibin)

- 1967
  -  2e du championnat du monde de demi-fond amateurs[1].